# Conseil éditorial
L'activité de conseil éditorial est une forme de conseil hybride à plus d'un titre :
- le conseil peut porter aussi bien sur l'édition papier que sur le web éditorial
- si le cœur du métier consiste à optimiser l'éditorial par voie de recommandations et d'assistance à maîtrise d'ouvrage, il n'est pas rare que l'activité amène le conseiller à se faire producteur lui-même de contenus.

## Principales disciplines transversales
Le conseil éditorial mène à diverses spécialisation de niche en fonction du support, de la cible, du contexte de la communication :
- Rédaction presse et multiformat
- Rédaction en chef
- Communication éditoriale
- Gestion de projet éditorial
- Ergonomie
- Stratégie éditoriale
- Formation en ligne (E-learning)
- Gestion des connaissances (knowledge management)
- Veille sectorielle
- Management de l'information ou architecture de l'information
- Vulgarisation
- Sémantique, sémiotique, sciences du langage et linguistique générale